# Horisme eurytera
Horisme eurytera är en fjärilsart som beskrevs av Louis Beethoven Prout. Horisme eurytera ingår i släktet Horisme och familjen mätare. Inga underarter finns listade i Catalogue of Life.